# Tyndale Old Testament Commentaries
La Tyndale Old Testament Commentaries (TOTC) è una serie di commentari in lingua inglese dai libri dell'Antico Testamento, pubblicata dall'InterVarsity Press a partire dal primo dopoguerra. L'editore si propose uno stile espositivo che avrebbe dovuto conciliare brevità e autorevolezza accademica.
Al 2019, è composta da 28 volumi.

## Recensione
(Tremper Longman)